# IC 2054
IC 2054 — галактика типу S? (спіральна галактика) у сузір'ї Столова Гора.
Цей об'єкт міститься в оригінальній редакції індексного каталогу.